# Brugmansia versicolor
Brugmansia versicolor es una especie de planta del género Brugmansia, de la familia de las solanáceas. Es un endemismo de Ecuador.

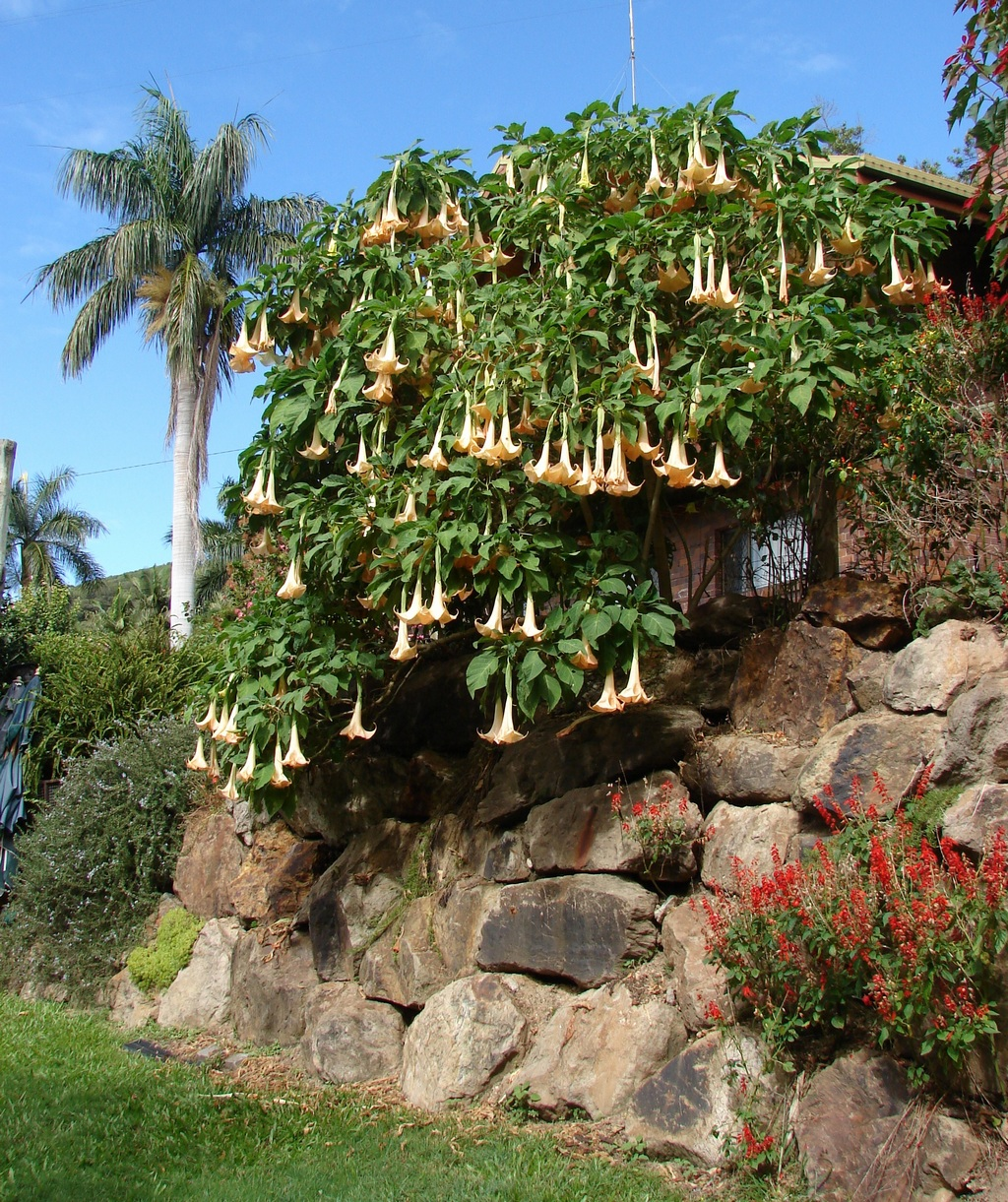
Vista de la planta

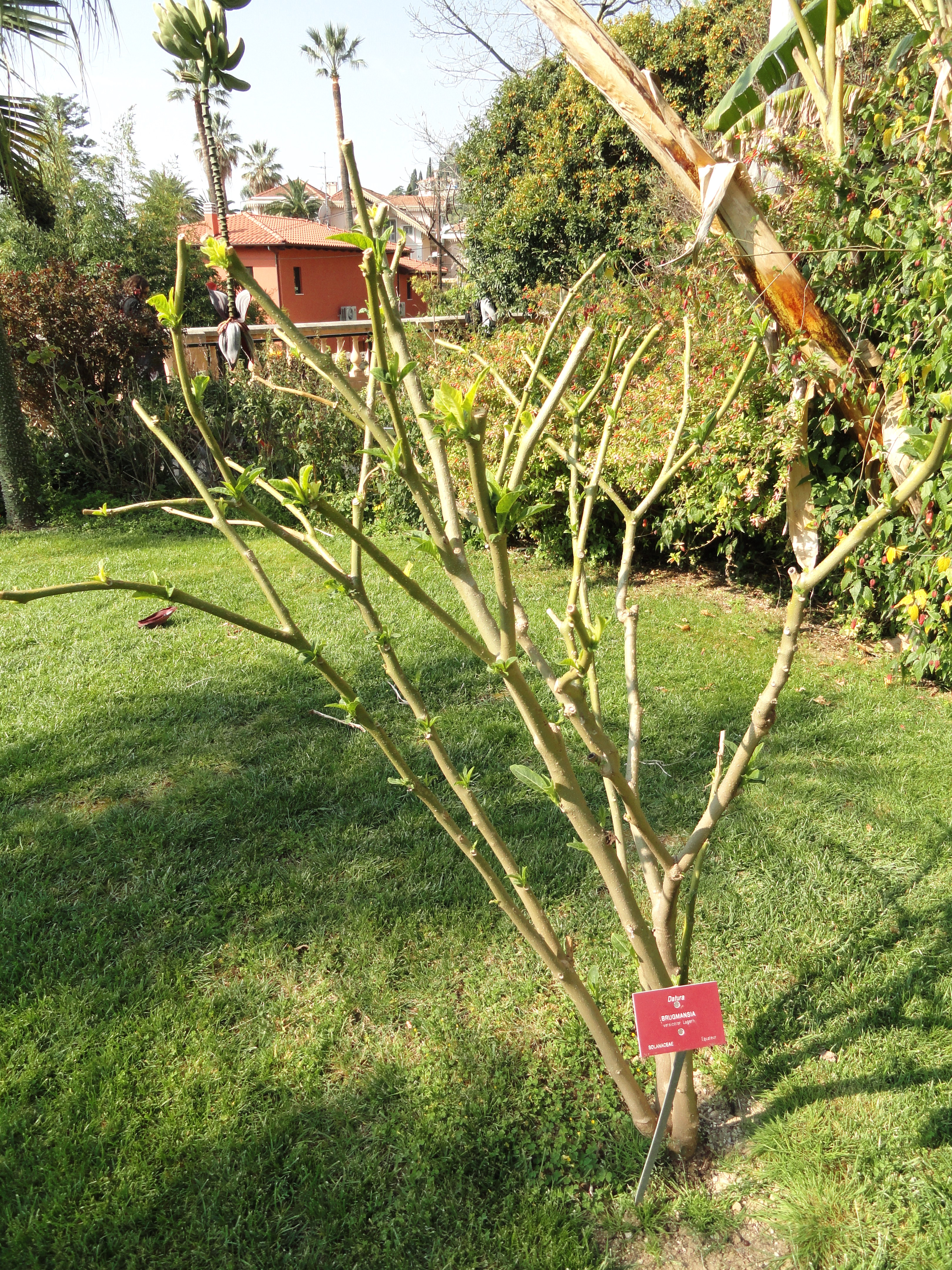
En su hábitat

## Descripción
Brugmansia versicolor es un arbusto de tamaño mediano que se conoce comúnmente como "Lágrima de Ángel" o "Trompetero de Ángel". B.versicolor es un árbol pequeño, que mide 2,5-4,5 metros de altura. Tiene una inserción elíptica y oblonga, las hojas son alargadas y enteras con los bordes lisos. Una de las características más prominentes de B.versicolor es la presencia de las gigantes flores que cuelgan boca abajo, que es de donde proviene su apodo. Las flores varían en longitud desde 30-50cm. Por lo general son blancas, pero pueden ser de color melocotón o rosa a medida que envejecen.

## Origen evolutivo
Brugmansia tiene un pasado interesante. Son plantas nativas de la parte occidental de América del Sur, procedentes de la cuenca de Guayaquil (Ecuador), pero a menudo se cultiva en zonas bajas como en los trópicos. Son muy similares a su pariente más cercano, la Datura y por esta razón los dos géneros a menudo se confunden. No fue hasta el descubrimiento del Nuevo Mundo en que Brugmansia apareció en los documentos sobre flora y más tarde en los jardines del Viejo Mundo. Inicialmente se agruparon las Brugmansias con las Daturas, por el famoso botánico Carl Linné, quien las documentó en 1753 en un dibujo y no a partir de material vegetal en vivo. En 1805, el taxónomo sudafricano Christian Hendrik Persoon creó el género separado Brugmansia, pero no fue hasta 1973 que Tom E. Lockwood creó una división definitiva entre los dos géneros con su tesis de doctorado en la Universidad de Harvard (Segalen).

## Reproducción
La Brugmansia versicolor es una planta hermafrodita que se reproduce perennemente. Se embellece con unas bayas fusiformes que pueden llegar a alcanzar los 21 cm de longitud, reproduciéndose mediante la producción de semillas. Con el fin de difundir sus semillas la Brugmansia ha desarrollado interesantes técnicas. Las flores de esta planta producen un olor muy repugnante que resulta ser muy atractivo para los murciélagos. También cuelga sus flores boca abajo para que sus semillas y frutos resulten más accesibles a los marsupiales.

## Toxicidad
Como en el caso de Datura, todos los órganos aéreos de las especies del género Brugmansia contienen sustancias cuyo consumo puede provocar problemas en la salud humana. En concreto contienen alcaloides tropánicos tales como la escopolamina y la hiosciamina, entre otros. Su ingestión, tanto en humanos como en otros animales, puede resultar fatal, y el simple contacto con los ojos puede producir midriasis (dilatación de las pupilas) o anisocoria (asimetría en el tamaño pupilar). La ingestión o inhalación de las flores, hojas y semillas de Brugmansia produce alucinaciones, boca seca, debilidad muscular, aumento de la presión arterial, aumento del pulso, fiebre, pupilas dilatadas, y parálisis.

## Consejos para su cultivo
Brugmansia es una planta con un buen nivel de resistencia. Puede soportar un amplio rango de temperaturas incluyendo las que son ligeramente inferiores a cero grados centígrados. Brugmansia crece bien tanto en un lugar con sombra o en un lugar que donde la luz solar es directa. Brugmansia tolera la mayoría de los suelos, pero por lo general tienen que ser medianamente húmedo, no demasiado drenado.

## Taxonomía
Brugmansia versicolor fue descrita por Nils Gustaf von Lagerheim y publicado en Botanische Jahrbücher für Systematik, Pflanzengeschichte und Pflanzengeographie, vol. 20(5), p. 666, en el año 1895.
Sinonimia
- Brugmansia mollis (Saff.) Moldenke
- Datura mollis Saff.
- Datura versicolor (Lagerh.) Saff.[7]